# Microsoft OneDrive
Microsoft OneDrive, ehemals Microsoft SkyDrive, ist ein Filehosting-Dienst von Microsoft. Der Dienst startete 2007 in den Vereinigten Staaten unter dem Namen Windows Live Folders (Codename SkyDrive). Seit dem 19. Februar 2014 wird der Dienst unter dem Namen OneDrive betrieben. Der Dienst ermöglicht es, Dateien hochzuladen und dort – auch von anderen Zugängen aus – zu bearbeiten bzw. darauf zuzugreifen.
Der Zugriff erfolgt über einen Webbrowser, über proprietäre Client-Anwendungen oder Apps. Die Dateien können auch anderen Nutzern zugänglich gemacht werden. Seit dem 27. Juli 2016 stehen jedem Nutzer 5 GB kostenfrei zur Verfügung, zuvor waren es – nach mehreren Änderungen – 15 GB. Käufern einer Microsoft-Office-365-Version steht derzeit 1 TB Speicher zur Verfügung, auch hier war die Speichermenge in der Vergangenheit häufigen Änderungen unterworfen. Die maximale Größe für einzelne Dateien beträgt 250 GB bei Verwendung einer aktuellen Browser-Version oder der OneDrive-App; bei Verwendung eines älteren Webbrowsers können nur Dateien mit einer Größe von bis zu 300 MB hochgeladen werden.

## Software und Apps
Mit Hilfe der von Microsoft angebotenen OneDrive-Anwendung kann man Daten auf OneDrive hochladen („in der Cloud speichern“). Dazu wird ein OneDrive-Ordner auf dem eigenen PC angelegt, und alle Dateien, die in diesen Ordner geschoben werden, werden automatisch zwischen Computer (PC oder Mac) und OneDrive.com abgeglichen. Werden Dateien an einem Speicherort hinzugefügt, verändert oder gelöscht, so werden diese automatisch beim nächsten Online-Kontakt auch an allen anderen (eigenen) Speicherorten damit synchronisiert. Zum 1. März 2022 wurde die Unterstützung der OneDrive-Anwendung durch Microsoft unter älteren Windows-Versionen (Windows 7 und 8 und 8.1) beendet. Ab dem genannten Stichtag wird die Onedrive-Desktop-Anwendung auf solchen Geräten nicht mehr mit der Cloud synchronisiert. Sie ist dann nicht mehr sinnvoll nutzbar. Über den Browser kann OneDrive weiterhin genutzt werden.
Neben OneDrive für Windows und macOS bietet Microsoft ebenfalls Apps für Windows Phone, Android und iOS an. Mit diesen hat man mobilen Zugriff auf die synchronisierten Dateien und die Möglichkeit, sie zu verwalten und mit anderen zu teilen. Aufgenommene Fotos oder Videos können ebenfalls direkt auf OneDrive hochgeladen und für andere freigegeben werden.
Eine Alternative zu den genannten Anwendungen ist das für Microsoft Windows als Freeware verfügbare Programm SDExplorer. Es ermöglicht ebenfalls, Dateien und Ordner mit OneDrive zu synchronisieren. Die kostenpflichtige Version SDExplorer Pro bietet zudem die Möglichkeit, OneDrive als zusätzliches Laufwerk in den Arbeitsplatz einzubinden. Für macOS gibt es als Alternative das Programm Windows Live Mesh for Mac.
Eine weitere Möglichkeit, auf den OneDrive-Speicher zuzugreifen, besteht darin, dass über eine WebDAV-Verbindung der Onlinespeicher in Windows – oder mit Drittanbieter-Software sowie WebDrive auch auf anderen Plattformen – als Netzlaufwerk eingebunden werden kann. WebDAV unter Windows hat allerdings Stabilitätsprobleme.
Seit Windows 8.1 ist OneDrive fest im Windows-Explorer integriert. Unter aktuellen Linux- und Windows-Betriebssystemen ist es auch ohne spezielle Software möglich, OneDrive als Netzlaufwerk ins System einzubinden.

## Sprachen
Seit Mai 2008 ist der Dienst nicht nur auf Englisch, sondern auch auf Deutsch und in anderen Sprachen verfügbar.

## Office Online
Mit der Einführung von Microsoft Office 2010 wurden dem Onlineangebot auch vereinfachte Webversionen von Word, Excel, PowerPoint und OneNote, die so genannten Office Web Apps, hinzugefügt, mit denen vom Browser aus einfache Dokumente angefertigt und teilweise auch bearbeitet werden können. So lassen sich zum Beispiel Präsentationen online, ohne lokal installiertes PowerPoint, wiedergeben oder Notizen zu OneNote-Dokumenten hinzufügen. Zum Start von Office 2013 wurden diese nochmals überarbeitet und bekamen neue Funktionen. Zum Start von OneDrive wurden die Web Apps in Office Online umbenannt.

## Namensänderung vonSkyDrivezuOneDrive

Altes Logo von SkyDrive

BSkyB (heute Sky Ltd.) hatte im Zeitraum 2008–2011 ein Produkt namens „Sky Store & Share“ im Angebot. BSkyB klagte erfolgreich gegen Microsofts Produktnamen SkyDrive wegen Verletzung von Markenrechten. Die Streitparteien einigten sich darauf, dass Microsoft den Namen SkyDrive übergangsweise ein halbes Jahr weiter verwenden darf und im Gegenzug auf eine Berufung verzichtet. Demgemäß verwendet Microsoft seit Februar 2014 den Namen OneDrive.

## Sicherheit

### Zentrale Durchsuchung der Dateien
Microsoft weist in den OneDrive-Nutzungsbedingungen darauf hin, dass die Daten seiner Kunden automatisiert durchsucht werden, um Kinderpornografie oder anderen Missbrauch ausfindig zu machen. Im Januar 2015 wurde ein Fall bekannt, bei dem auf Hinweis von Microsoft das BKA gegen einen Nutzer aus Deutschland ermittelte.
Im Jahr 2020 häuften sich unerwartete Sperrungen von Microsoft-Konten; als Ursache wurde eine KI vermutet, die willkürlich Bilder als unangemessen erkennt.

### Angriffe
Erpressungssoftware wird seit einigen Jahren eingesetzt, um Dateien unbrauchbar zu machen oder neuerdings auch zu veröffentlichen, falls das geforderte Lösegeld nicht vom Opfer bezahlt wurde. Dies betraf anfangs vor allem lokal gespeicherte Dateien. Durch die zuletzt gestiegene Nutzung von Cloudspeichern versuchen Kriminelle, diese ebenfalls anzugreifen. Dienste in der Cloud versprechen einen besseren Schutz, da bei Änderungen eine neue Dateiversion erstellt wird. Darüber lässt sich eine unerwünschte oder auch versehentlich vom Nutzer durchgeführte Änderung rückgängig machen – zumindest eine Drohung mit Zerstörung der Daten wäre hierbei wirkungslos. Allerdings wurde im Juni 2022 eine Lücke in OneDrive bekannt: Angreifer können die Versionierung einfach deaktivieren. Somit wird beim Überschreiben keine Version angelegt, sondern stattdessen die originale Datei direkt überschrieben. Sicherheitsforscher kritisieren, dass zum Abschalten der Versionierung keine besonderen Administratorrechte notwendig sind. Ein Angreifer kann sie daher vergleichsweise leicht ändern. Ein weiterer Exploit besteht darin, Dateien einmal mehr zu überschreiben, als die Anzahl der vorgehaltenen Versionen. Verglichen mit dem Verschlüsseln kann dies vor allem bei großen Dateien sogar effizienter sein.

## Ausfälle
Da OneDrive ein reiner Clouddienst ist, übernimmt Microsoft die komplette Bereitstellung. Der Nutzer muss sich weder um den Betrieb noch die Wartung kümmern. Dafür ist er vom Anbieter abhängig und hat keine Möglichkeit, auf z. B. Ausfälle Einfluss zu nehmen. Der jeweilige Dienst ist dabei nur eingeschränkt oder überhaupt nicht verfügbar, je nach Art und Schwere. Generell kommt es bei Clouddiensten immer wieder zu Ausfällen unterschiedlichster Art und Dauer. Beispiele, bei denen OneDrive ausgefallen war, sind im Folgenden aufgelistet.
| Datum            | Beschreibung des Ausfalls |
| ---------------- | --- |
| 02.01.2023       | Ab dem späten Morgen sind OneDrive und Skype komplett ausgefallen. Die OneDrive-Störung wurde um 14:00 Uhr behoben, das Problem bei Skype hielt noch länger an. |
| 11. – 12.01.2023 | Gegen Mitternacht des 11.01.2023 wurde ein fehlerhaftes Update ausgerollt, welches zu Zugriffsproblemen führte. Bis der Fehler zurückgerollt wurde und ein notwendiger Neustart der Infrastruktur abgeschlossen war, vergingen mehrere Stunden.                                |
| 26.01.2023       | Am frühen Morgen kam es bei Microsofts Cloudanbieter Azure zu einem Totalausfall. Dieser hatte nicht nur auf Azure-Kunden Auswirkungen, sondern führte auch zu einem Ausfall vieler verbreiteter Dienste von Microsoft selbst – darunter u. a. MS Teams, Outlook und OneDrive. |